# Roberta – Lernen mit Robotern
Roberta ist eine Bildungsinitiative des Fraunhofer-Institut Autonome Intelligente Systeme aus dem Jahr 2002 mit dem Ziel bei Mädchen Interesse für Technik, Naturwissenschaften und Informatik zu wecken. Kern des Projekts ist die visuellen Programmiersprache NEPO zur Steuerung von LEGO-Robotern.

## Geschichte
Im Jahr 2001 legte das ehem. Fraunhofer AIS (heute: Fraunhofer-Institut für Intelligente Analyse und Informationssysteme IAIS) mit dem vom Bundesministerium für Bildung und Forschung (BMBF) geförderten Projekt „AROBIKS-V“ (Abiturientinnen mit ROBotern und InformatiK ins Studium – Vorphase) den Grundstein für die spätere Roberta-Initiative. Dabei handelte es sich zunächst um die Vorphase eines Vorhabens, welches einen Kurs erarbeiten und verfügbar machen sollte, der auf interessante Weise in Technik und Informatik einführt und speziell Mädchen und Frauen ansprach.
2002 startete das BMBF-geförderte Modellvorhaben „Roberta – Mädchen erobern Roboter“, in dessen Zuge entwickelten Fraunhofer-Wissenschaftler ein Kurskonzept auf Basis von Lego-Robotern und erste Lehrkräfte wurden ausgebildet.
2005 wurde Roberta als Markenname für die Fraunhofer-Gesellschaft beim Deutschen Patent- und Markenamt registriert. Seit dem Auslaufen der vom BMBF (2002 bis 2006) und der von der Europäischen Union (Science and Society – 2005 bis 2008) geförderten Projektphasen wurden die Projekte „Roberta – Mädchen erobern Roboter“ und „Roberta – goes EU“ in der Fraunhofer IAIS-Initiative „Roberta – Lernen mit Robotern“ zusammengeführt.
In 2014 erreichte das Fraunhofer IAIS mit der Entwicklung von „Open Roberta“ einen weiteren wichtigen Meilenstein in der Geschichte der Initiative. Die Open-Source-Plattform wurde mit Unterstützung von Google als browserbasierte Anwendung gelauncht, auf der Lehrkräfte und Schüler weltweit ohne Installationsaufwand per „drag and drop“ Roboter und Mikrocontroller programmieren können. Mittlerweile verbucht die Plattform mehr als 10 Millionen Nutzer und Nutzerinnen aus mehr als 120 Ländern weltweit.

## Ansatz
Robotik bietet einen spielerischen Zugang zur Technik und zur Programmierung, weil sich Roboter – anders als z. B. Algorithmen – anfassen und in unsere physische Umwelt einbinden lassen. Zudem geht, z. B. aufgrund von Science-Fiction-Filmen, eine besondere Faszination von den Maschinen aus.
Auf dieser Grundlage baut das Roberta-Konzept auf: Indem Roboter die Programme von Schülerinnen und Schülern ausführen, wird die unmittelbare Wirkung der eigenen Arbeit am Computer für Kinder auf ihre „reale“ Welt sichtbar. Beim Entwerfen, Konstruieren, Programmieren und Testen mobiler autonomer Roboter erfahren sie, dass Technik Spaß macht; sie lernen, wie technische Systeme entwickelt werden, und erwerben Kenntnisse in Informatik, Elektrotechnik, Mechanik und Robotik. Der Bau und die Verwendung von Robotern vereint viele Elemente technischen Wissens, von der Informatik bis zur Mechatronik, die für ein Verständnis technologischer Probleme bis hin zu philosophischen Fragen – wie nach der Intelligenz und Autonomie von Maschinen – hilfreich sind.
Die Attraktivität von Robotern hilft, Hemmschwellen zu überwinden, der spielerische Umgang mit ihnen fördert den Abbau von Skepsis gegenüber Technik und die Faszination ihrer Entwicklung weckt Interesse und Lernbereitschaft. Darüber hinaus fördert der aktive Umgang mit ihnen Technik- und Medienkompetenz.

## Konzept
Das Roberta-Konzept besteht aus den fünf Bausteinen:
1. Open Roberta ist eine frei verfügbare, grafische Programmierumgebung, die das Programmieren lernen leicht macht – von den ersten Schritten bis hin zur Programmierung intelligenter Roboter mit vielerlei Sensoren und Fähigkeiten. Die Roberta-Initiative hat die Plattform im Jahr 2014 mit Unterstützung von Google gelauncht. Da sich Open Roberta über die meisten gängigen Internetbrowser nutzen lässt, werden weder bestimmte Rechnerkonfigurationen noch Software- oder Sicherheits-Updates benötigt. Mittlerweile greifen jährlich mehrere Millionen Nutzer aus 120 Ländern weltweit auf die Plattform zu.
2. Roberta-Kurse richteten sich ursprünglich primär an Kinder/Jugendliche im Alter von zehn bis 16 Jahren und wurden wissenschaftlich begleitet und evaluiert. Inzwischen arbeitet die Roberta-Initiative fortwährend an Formaten, die jüngere sowie ältere Schüler adressieren, etwa Grundschüler oder Berufsauszubildende. Roberta-Kurse können nur von geschulten und zertifizierten Roberta-Teachern gegeben werden.
3. Roberta-Lern- und Lehrmaterialien sind Referenz- und Nachschlagewerke für Roberta-Teacher, welche das Fraunhofer IAIS als Unterstützung für Roberta-Kurse bereitstellt. Auf der Website der Roberta-Initiative gibt es Download-Materialien, die ständig ergänzt werden. Zudem erweitern neben den Grundlagenbänden Aufbaubände das Konzept um vertiefende Experimente, neue Modelle und weitere Programmiersprachen.
4. Roberta-Teacher-Trainings dienen der Schulung von designierten Roberta-Teachern, die Teacher-Trainings sind in der Regel auf eineinhalb Tage angelegt und auf maximal zwölf Personen pro Schulung begrenzt. Voraussetzung für die Teilnahme ist ein pädagogisch-didaktischer und/oder ein technischer Hintergrund der Teilnehmenden. Roberta-Teacher-Trainings werden ausschließlich von akkreditierten Roberta-Coaches gehalten. Neben den Basis-Schulungen gibt es vertiefende Aufbauschulungen sowie Schulungen mit Fokus auf weitere Hardware-Systeme oder Programmiersprachen.
5. Roberta-Netzwerk: Ein zentraler Bestandteil des Roberta-Netzwerks sind die RobertaRegioZentren (RRZ) und die Open Roberta Coding Hubs (ORCH). Einem RobertaRegioZentrum sind Roberta-Teacher zugeordnet, die im Zuge der Gründung eines RRZ geschult und zertifiziert werden. Darüber hinaus halten RRZ einen Pool sogenannter Roberta-Boxen mit LEGO-EV3-Robotern bereit, die den angeschlossenen Roberta-Teachern zum Halten von Kursen zur Verfügung gestellt werden. Neben RobertaRegioZentren werden seit 2017 bundesweit auch sogenannte Open Roberta Coding Hubs an Orten wie zum Beispiel Bibliotheken, Hochschulen oder Vereinen installiert. Mit außerschulischen Angeboten bieten die ORCHs Kindern und Jugendlichen eine zusätzliche Möglichkeit, den Umgang mit und die Programmierung von Robotern und Mikrocontrollern zu erlernen.

Seit 2010 werden viele Roberta-Aktivitäten auf dem Roberta-Portal abgebildet. Auf der Seite finden sich Kontaktmöglichkeiten und weitere Informationen zu den RobertaRegioZentren und Open Roberta Coding Hubs.

## Ergebnisse
Eine erste Begleitforschung durch die Universität Bremen erfasste Rückmeldungen von über 500 Teilnehmenden (davon 86 Prozent Mädchen): Diese bestätigten, dass die Roberta-Kurse Interesse wecken, Lernbereitschaft fördern und Selbstvertrauen stärken. Die Kurse vermitteln Schüler Spaß am Lernen: 95 Prozent der Teilnehmenden haben die Kurse Spaß gemacht, 92 Prozent würden den Kurs Freunden weiterempfehlen, und 77 Prozent wünschten sich weitere Kurse. Bei nach Geschlechtern getrennten Kursen kommen sogar noch bessere Ergebnisse zustande (98, 94 und 85 Prozent). Die Kurse stärken das Selbstvertrauen der Schülerinnen: Schon nach einem Zwei-Stunden-Schnupperkurs glauben sie eher als vorher, dass sie Computer-Expertinnen werden können, wenn sie das wollen.
Bestätigt wurden diese Ergebnisse durch die im Jahr 2010 von der Akademie der Technikwissenschaften (acatech) durchgeführte Studie MoMoTech: „Roberta ist ein Projekt, das […] jüngere Jugendliche und Kinder anspricht. Es bewirkt einen hohen affektuellen Effekt und fördert somit über einen erfolgreichen Umgang mit einer komplexen Technik (Robotik) das technische Selbstbild. Aufgrund des Fehlens negativer Effekte erscheint Roberta als ein Modellprojekt mit hohem Ausstrahlungswert, bedingt durch die hohe Professionalität in der Vorbereitung.“
Eine wissenschaftliche Evaluierung des Bildungsförderungsprogramms „eEducation Berlin Masterplan“ durch die Technische Universität Berlin aus dem Jahr 2014 kam zu dem Ergebnis, dass Roberta den Schulunterricht durch den Einsatz digitaler Medien bereichert, bei Schüler sehr beliebt ist und dabei die Gestaltung des individuellen Unterrichtsschwerpunkts nicht einschränkt. Die Befragten wünschten sich eine Fortsetzung des Projekts wegen seines medienpädagogischen Nutzens. In Anbetracht der positiven Ergebnisse hob der Autor der Studie die Rolle der Roberta-Initiative als „Masterplan-Leitprojekt“ und „Masterplan-Medienprojekt“ hervor.
Im Jahr 2020 erzielte Roberta bei der jährlich unter Roberta-Teachern durchgeführten Roberta-Evaluation ebenfalls positive Ergebnisse. 88 Prozent der teilnehmenden Roberta-Teacher bewerteten die Initiative gut bis sehr gut. 79 Prozent bewerteten darüber hinaus das Open Roberta Lab gut bis sehr gut, welches sie primär für den Einstieg in die Programmierung einsetzen (49 Prozent) aber auch für weiterführende bis hin zu komplexen Programmen (41 Prozent).

## Roboter und Mikrocontroller
Im Open Roberta Lab erwachen Roboter zum Leben. Mit Hilfe der bunten Programmiersprache NEPO kann man die Programme für die Bots leicht selbst zusammenbauen und ihre Aktoren wie Sensoren integrieren. Wer keinen Roboter oder Mikrocontroller besitzt, kann zudem mit der Open Roberta SIM die NEPO-Programme direkt im Internetbrowser anhand virtueller Roboter testen.
| System                            | Programmiersprache  | Simulation vorhanden | Übertragung    | Compiler        |
| Arduino                           | C/C++               | nein                 | USB            | arduino-bilder  |
| BBC micro:bit                     | MicroPython         | ja                   | USB            |                 |
| Bionic Flower                     | C/C++               | nein                 | USB            |                 |
| Bionics Kit                       | C/C++               | nein                 | USB            |                 |
| BOB3                              | C/C++               | nein                 | USB, Bluetooth | arduino-bilder  |
| Bot'n'Roll                        | C/C++               | nein                 | USB            | arduino-bilder  |
| Calli:bot                         | C                   | ja                   | USB, Bluetooth |                 |
| Calliope mini                     | C/C++               | ja                   | USB, Bluetooth |                 |
| Edison                            | MicroPython         | nein                 | Audio          |                 |
| Lego Mindstorms NXT               | NXC                 | ja                   | USB            | NXC             |
| Lego Mindstorms EV3               | C/C++, Java, Python | ja                   | USB, WLAN      | arm-linux, Java |
| Lego WeDo                         | Token basiert       | nein                 | Bluetooth      | Lego Original   |
| Lego Spike Prime / Robot Inventor | MicroPython         | nein                 | USB, Bluetooth |                 |
| mBot                              | C++                 | ja                   | USB            | arduino-bilder  |
| mBot 2                            | Python              | nein                 | USB            | arduino-bilder  |
| NAO                               | Python              | ja                   | WLan, Ethernet |                 |
| ROB3RTA                           | C/C++               | ja                   | USB, Bluetooth |                 |
| senseBox                          | C/C++               | nein                 | USB            | arduino-bilder  |
| Thymio                            | Aseba               | ja                   | USB, Bluetooth | arduino-bilder  |
| Robotino                          | Python              | ja                   | USB, WLAN      |                 |